# Wojaszówka (gemeente)
De gemeente Wojaszówka is een landgemeente in het Poolse woiwodschap Subkarpaten, in powiat Krośnieński.
De zetel van de gemeente is in Wojaszówka.
Op 30 juni 2004 telde de gemeente 9040 inwoners.

## Oppervlakte gegevens
In 2002 bedroeg de totale oppervlakte van gemeente Wojaszówka 83,4 km², waarvan:
- agrarisch gebied: 67%
- bossen: 25%

De gemeente beslaat 9,03% van de totale oppervlakte van de powiat.

## Demografie
Stand op 30 juni 2004:
| Omschrijving                   | Totaal | Totaal | Vrouwen | Vrouwen | Mannen | Mannen |
| ------------------------------ | ------ | ------ | ------- | ------- | ------ | ------ |
| eenheid                        | aantal | %      | aantal  | %       | aantal | %      |
| inwoners                       | 9040   | 100    | 4667    | 51,6    | 4373   | 48,4   |
| bevolkingsdichtheid (inw./km²) | 108,4  | 108,4  | 56      | 56      | 52,4   | 52,4   |

In 2002 bedroeg het gemiddelde inkomen per inwoner 1144,99 zł.

## Administratieve plaatsen (sołectwo)
Bajdy, Bratkówka, Łączki Jagiellońskie, Łęki Strzyżowskie, Odrzykoń, Pietrusza Wola, Przybówka, Rzepnik, Ustrobna, Wojaszówka, Wojkówka.

## Aangrenzende gemeenten
Frysztak, Jasło, Jedlicze, Korczyna, Krosno, Strzyżów, Wiśniowa